# Boutiers-Saint-Trojan
Boutiers-Saint-Trojan là một xã thuộc tỉnh Charente trong vùng Nouvelle-Aquitaine tây nam nước Pháp. Xã nay có độ cao trung bình 46 mét trên mực nước biển.